# Chrístos Stérgioglou
Pour les articles homonymes, voir Williams.
Chrístos Stérgioglou (grec moderne : Χρήστος Στέργιογλου) est un acteur grec né en 1952 à Didymotique.

## Filmographie

### Cinéma
- 1981 : L'Usine : un soldat
- 1990 : I prodosia : Hristos
- 1990 : Deja vu - aisthisi
- 1993 : O anthropakos
- 1999 : Mavro gala : Panoulis
- 2001 : Annas Sommer : l'agent immobilier
- 2002 : Dyskoloi apohairetismoi : O babas mou : Theodosis
- 2002 : Penses-y
- 2003 : Oi theatrines : Ardallion
- 2004 : Miden thetiko
- 2005 : To oneiro tou skylou
- 2005 : La Chorale de Chariton : Drakos
- 2006 : Lista gamou : Soulis
- 2006 : Ores koinis isyhias : Fanis
- 2009 : Canine : le père
- 2010 : Taxidi sti Mytilini
- 2011 : Unfair World : Minas
- 2013 : The Eternal Return of Antonis Paraskevas : Antonis Paraskevas
- 2013 : Otchuzhdenie
- 2013 : September, une femme seule
- 2013 : Runaway Day : le présentateur TV
- 2015 : Interruption
- 2016 : Bliss
- 2017 : O gios tis Sofias : Antonis Paraskevas
- 2017 : Maneki Neko : le conducteur du taxi
- 2018 : Ivan
- 2019 : Adults in the Room de Costa-Gavras

### Télévision
- 1999 : I sykofantia tou aimatos
- 2000 : …Ystera, irthan oi melisses : Mouzas (17 épisodes)
- 2007-2008 : Top 10 : Polikarpos (15 épisodes)
- 2010 : X - Skinis afta pou 'kapsan to sanidi
- 2018 : Stath Lets Flats : Vasos (6 épisodes)